# Phyllodactylus lanei
Phyllodactylus lanei este o specie de șopârle din genul Phyllodactylus, familia Gekkonidae, descrisă de Smith 1935. A fost clasificată de IUCN ca specie cu risc scăzut.

## Subspecii
Această specie cuprinde următoarele subspecii:
- P. l. lupitae
- P. l. isabelae
- P. l. rupinus
- P. l. lanei